# ختاگ گازیموف
ختاگ روسلانوویچ گازیموف (آسی: Хетæг Русланы Гозымты؛ روسی: Хе́таг Русла́нович Гозю́мов؛ ترکی آذربایجانی: Xetaq Ruslanoviç Qazyumov؛ زادهٔ ۲۴ آوریل ۱۹۸۱) کشتی‌گیر سابق اوستیایی‌تبار کشور جمهوری آذربایجان است که در دستهٔ ۹۷ کیلوگرم کشتی آزاد رقابت کرده است. گازیموف برندهٔ سه مدال بازی‌های المپیک است که یک مدال نقره را از المپیک ۲۰۱۶ ریو و دو مدال برنز را از المپیک ۲۰۰۸ پکن و ۲۰۱۲ لندن به طور پیاپی کسب کرده‌است. او همچنین قهرمان کشتی جهان در سال ۲۰۱۰ و نایب‌قهرمان جهان در سال‌های ۲۰۰۹، ۲۰۱۳ و ۲۰۱۴ است.
این کشتی‌گیر تا سال ۲۰۰۶ برای تیم ملی روسیه به میدان می‌رفت اما پس از آن به تیم ملی جمهوری آذربایجان پیوست و افتخارات بسیاری را کسب کرد. او در قارهٔ اروپا دارندهٔ مدال طلای بازی‌های اروپایی ۲۰۱۵ و نیز قهرمان سه دورهٔ پیاپی قهرمانی کشتی اروپا است.

## المپیک ۲۰۱۶ ریو
گازیموف در سال ۲۰۱۶ میلادی در المپیک ریو در وزن ۹۷ کیلو حاضر بود که رادوسلاو باران از لهستان، رضا یزدانی از ایران، ماگومد ابراگیموف از ازبکستان و والری آندریتسوف از اوکراین را شکست داد و به مرحله فینال رسید. در مرحله نهایی از کایل اسنایدر آمریکایی شکست خورد و به مدال نقره رسید.